# Rắn nước phương bắc
Rhabdophis spilogaster là một loài rắn trong họ Rắn nước. Loài này được Boie mô tả khoa học đầu tiên năm 1827.